# Курятник, Иван Прокофьевич
Иван Прокофьевич Курятник (1919—1952) — подполковник Советской Армии, участник Великой Отечественной войны, Герой Советского Союза (1942).

## Биография
Родился 12 февраля 1919 года в селе Уланово (ныне — Глуховский район Сумской области Украины). После окончания неполной средней школы работал слесарем в Ворошиловграде (ныне — Луганск), параллельно с работой занимался в аэроклубе. В 1937 году был призван на службу в Рабоче-крестьянскую Красную Армию. В 1938 году он окончил Ворошиловградскую военную авиационную школу пилотов. С ноября 1941 года — на фронтах Великой Отечественной войны.
К октябрю 1942 года старший лейтенант Иван Курятник командовал звеном 751-го авиаполка 17-й авиадивизии АДД СССР. К тому времени он совершил 103 боевых вылета на бомбардировку скоплений боевой техники и живой силы противника, его важных объектов в глубоком тылу.
Указом Президиума Верховного Совета СССР «О присвоении звания Героя Советского Союза начальствующему составу авиации дальнего действия Красной Армии» от 31 декабря 1942 года за «образцовое выполнение боевых заданий командования на фронте борьбы с немецкими захватчиками и проявленными при этом отвагу и геройство» удостоен высокого звания Героя Советского Союза с вручением ордена Ленина и медали «Золотая Звезда» за номером 785.
После окончания войны продолжил службу в Советской Армии. В 1947 году он окончил курсы усовершенствования офицерского состава. Трагически погиб 24 сентября 1952 года в авиационной катастрофе во время тренировочного полёта. Похоронен на кладбище в городе Сольцы Новгородской области.
Был также награждён двумя орденами Красного Знамени, орденами Отечественной войны 1-й степени и Красной Звезды, рядом медалей.